# Kidlington FC
Kidlington FC (celým názvem: Kidlington Football Club) je anglický fotbalový klub, který sídlí ve vesnici Kidlington v nemetropolitním hrabství Oxfordshire. Založen byl v roce 1909. Od sezóny 2018/19 hraje v Southern Football League Division One Central (8. nejvyšší soutěž). Klubové barvy jsou zelená a bílá.
Své domácí zápasy odehrává na stadionu Yarnton Road s kapacitou 1 500 diváků.

## Úspěchy v domácích pohárech
Zdroj: 
- FA Cup
  - 2. předkolo: 2015/16, 2017/18
- FA Trophy
  - 1. předkolo: 2017/18
- FA Vase
  - 5. kolo: 1976/77

## Umístění v jednotlivých sezonách
Stručný přehled
Zdroj: 
- 1954–1956: Hellenic Football League
- 1956–1962: Hellenic Football League (Premier Division)
- 1962–1964: Hellenic Football League (Division One)
- 1964–1966: Hellenic Football League (Premier Division)
- 1966–1971: Hellenic Football League (Division One)
- 1971–1972: Hellenic Football League (Division One "B")
- 1972–1979: Hellenic Football League (Division One)
- 1979–1982: Hellenic Football League (Premier Division)
- 1982–2000: Hellenic Football League (Division One)
- 2000–2005: Hellenic Football League (Division One West)
- 2005–2016: Hellenic Football League (Premier Division)
- 2016–2017: Southern Football League (Division One Central)
- 2017–2018: Southern Football League (Division One West)
- 2018– : Southern Football League (Division One Central)

Jednotlivé ročníky
Zdroj: 
Legenda: Z – zápasy, V – výhry, R – remízy, P – porážky, VG – vstřelené góly, OG – obdržené góly, +/- – rozdíl skóre, B – body, červené podbarvení – sestup, zelené podbarvení – postup, fialové podbarvení – reorganizace, změna skupiny či soutěže
| Sezóny  | Liga                                            | Úroveň | Z  | V  | R  | P  | VG  | OG  | +/- | B  | Pozice |
| ------- | ----------------------------------------------- | ------ | -- | -- | -- | -- | --- | --- | --- | -- | ------ |
| 2009/10 | Hellenic Football League (Premier Division)     | 9      | 42 | 18 | 9  | 15 | 91  | 74  | +17 | 63 | 11.    |
| 2010/11 | Hellenic Football League (Premier Division)     | 9      | 42 | 26 | 4  | 12 | 93  | 57  | +36 | 82 | 7.     |
| 2011/12 | Hellenic Football League (Premier Division)     | 9      | 40 | 9  | 6  | 25 | 48  | 103 | -55 | 33 | 18.    |
| 2012/13 | Hellenic Football League (Premier Division)     | 9      | 36 | 13 | 3  | 20 | 72  | 93  | -21 | 42 | 13.    |
| 2013/14 | Hellenic Football League (Premier Division)     | 9      | 38 | 20 | 6  | 12 | 75  | 61  | +14 | 66 | 6.     |
| 2014/15 | Hellenic Football League (Premier Division)     | 9      | 38 | 21 | 9  | 8  | 81  | 46  | +35 | 72 | 4.     |
| 2015/16 | Hellenic Football League (Premier Division)     | 9      | 38 | 31 | 4  | 3  | 118 | 33  | +85 | 97 | 1.     |
| 2016/17 | Southern Football League (Division One Central) | 8      | 42 | 18 | 5  | 19 | 70  | 79  | -9  | 56 | 12.    |
| 2017/18 | Southern Football League (Division One West)    | 8      | 42 | 15 | 12 | 15 | 80  | 64  | +16 | 57 | 12.    |
| 2018/19 | Southern Football League (Division One Central) | 8      | 38 |    |    |    |     |     |     |    |        |

Poznámky
- 2016/17: Klubu byly svazem odebrány tři body za porušení stanov soutěže.